# Tòrcul

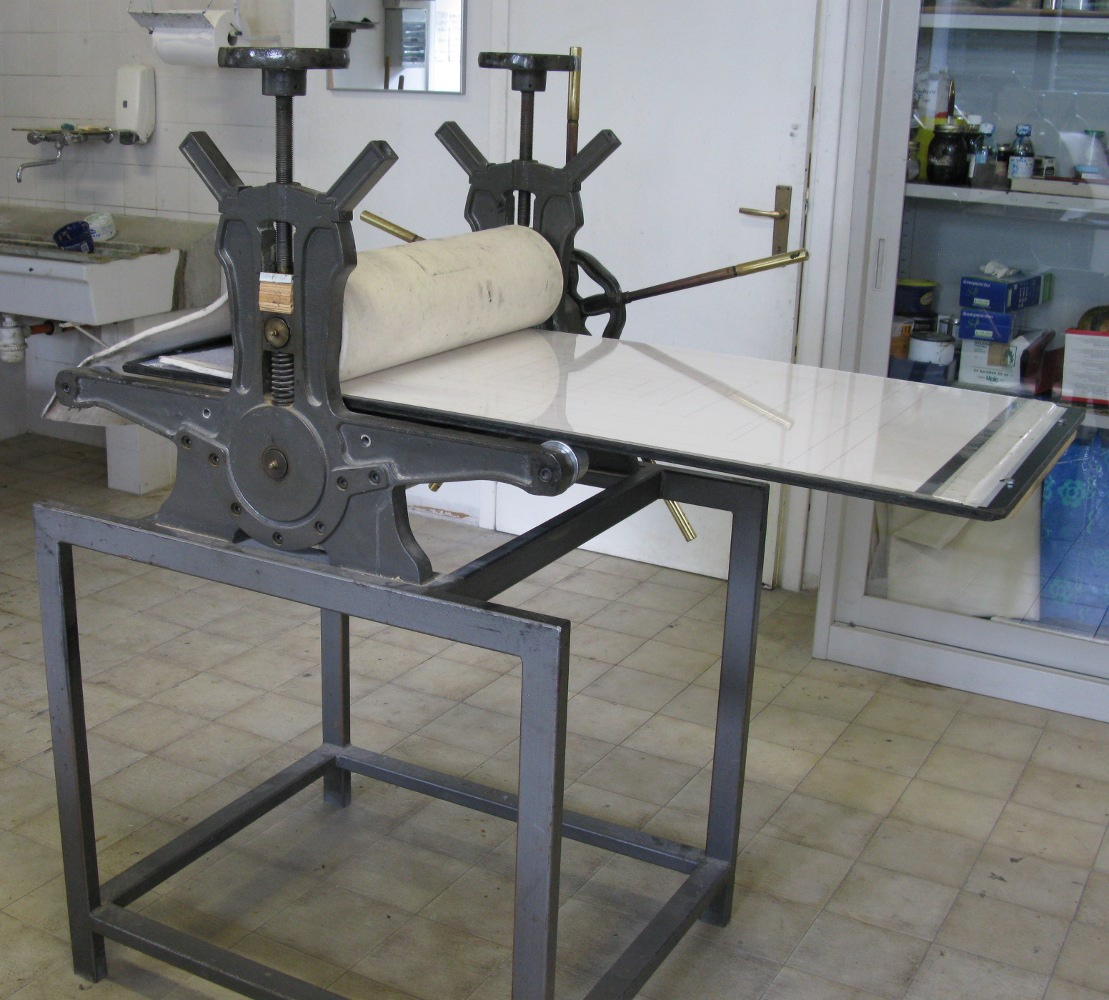
Tòrcul calcogràfic

Un tòrcul és una premsa utilitzada per a l'estampació de gravats. L'ús més freqüent és el gravat calcogràfic encara que es pot utilitzar en el linogravat o la xilografia. El procés és manual i és emprat per artistes i filantrops.
Funciona amb dos corrons de metall, cilindres, un superior i l'altre inferior. Accionant un volant que té aspecte de timó, els corrons giren sobre el seu propi eix i desplacen una platina. En la platina se situa la matriu, el paper de gravat damunt i cobrint en conjunt un parell de feltres. Quan aquest conjunt passa a través dels dos corrons, l'alta pressió comporta que la tinta traspassi de la matriu al paper. Realitzant-se una impressió en el paper anomenada estampa.